# Vicki Peterson
Victoria Anne Theresa Peterson est une musicienne américaine née le 11 janvier 1958 à Los Angeles (Californie).

## Biographie
En 1981, elle fonda le groupe The Bangles avec sa sœur Debbi et Susanna Hoffs. Vicki occupait la fonction de guitariste principale du groupe.